# Lothar Mendes
Lothar Mendes   (Berlín, 19 de maig de 1894 - Londres, 25 de febrer de 1974) va ser un guionista i director de cinema d'origen alemany. Les seves dues pel·lícules més conegudes són Jew Süss (1934) i L'home que podia fer miracles (1936), ambdues produccions per a estudis britànics.

## Biografia
Nascut a Berlín, Mendes va començar la seva carrera com a actor a Viena i Berlín a la companyia de Max Reinhardt. Després de dirigir les seves dues primeres pel·lícules a Berlín, es va establir als Estats Units a principis de la dècada de 1920 i hi va romandre fins al 1933, dirigint més d'una dotzena de llargmetratges, la majoria de comèdies escumoses, mentre estava sota contracte amb Paramount. Les seves pel·lícules inclouen l'última pel·lícula muda feta als EUA, The Four Feathers (1929), i el misteri criminalt Payment Deferred (1933) protagonitzada per l'actor britànic Charles Laughton.
Després que Adolf Hitler arribés al poder, Mendes, que era jueu, va viatjar a Gran Bretanya per treballar a Gaumont-British Pictures, dirigint pel·lícules amb Michael Balcon productor. Sota aquesta bandera, va dirigir Jew Süss (1934) protagonitzada per Conrad Veidt, que també havia emigrat d'Alemanya. (No s'ha de confondre Jew Suss de Mendes amb la posterior pel·lícula nazi del mateix títol estrenada el 1940 que és una pel·lícula virulentment antisemita). La versió cinematogràfica de 1934 de Mendes de la novel·la de Feuchtwanger va rebre forts avisos en aquell moment, i es va considerar una pel·lícula important i primerenca en exposar els orígens de l'antisemitisme del nou govern de l'Alemanya nazi; en particular, va ser elogiada per Albert Einstein i el líder jueu estatunidenc, el rabí Stephen Wise, encara que la pel·lícula en si no va atreure massa públic a l'Amèrica de l'època de la depressió.
La pel·lícula més conegudea de Mendes, L'home que podia fer miracles (1936), és basada en una narració curta de H.G. Wells produïda per London Films d'Alexander Korda, per a la qual Wells va coescriure l’adaptació. Fou protagonitzada per Roland Young i Ralph Richardson. La seva última pel·lícula britànica fou Moonlight Sonata també coneguda com The Charmer i va protagonitzar la llegenda del piano Ignacy Jan Paderewski com ell mateix; conté raríssimes imatges d'actuació del llegendari pianista, aleshores exiliat de la seva Polònia natal ocupada pels nazis.
Després de tornar a Hollywood a finals de la dècada de 1930, va dirigir cinc pel·lícules més d'estudi. Mendes va codirigir la pro-britànica International Squadron (1941), protagonitzada per Ronald Reagan; aquesta va ser una de les diverses pel·lícules de l'Eagle Squadron de pilots estatunidencs que es van oferir voluntaris per volar a la batalla d'Anglaterra abans que els EUA entressin a la guerra.Els seus últims llargmetratges es van basar en temes patriòtics de la Segona Guerra Mundial amb estrelles com Rosalind Russell com a pilot de reconeixement de la Marina que ha de volar una missió més abans de casar-se a Vol a la llibertat (1943) i Edward G Robinson com un home que podria o no haver-se casat amb un espia a Tampico (1944).
"Un director competent i fiable", va comentar l'historiador del cinema Larry Langman, "mai va aconseguir l'èxit de crítica als Estats Units que va tenir alguns dels seus compatriotes".

## Vida personal
La primera dona de Mendes va ser l'actriu Eva May, filla de Mia May i Joe May. Entre 1926 i 1928, Mendes es va casar amb l'actriu de cinema mut d'origen britànic Dorothy Mackaill. El matrimoni va acabar en divorci. El 1935 es va casar amb la comtessa Marguerite de Bosdari (més coneguda com Babe Plunket-Greene), antiga esposa del comte Anthony de Bosdari i de David Plunket Greene.
Mendes es va retirar del cinema el 1946 i va tornar a Londres, on va romandre fins a la seva mort el 24 de febrer de 1974 als 79 anys. Aleshores vivia a 54, Embassy House, West End Lane, Londres NW6.

## Filmografia parcial
- Das Geheimnis der Santa Maria (1921)
- Der Abenteurer (1922)
- Scheine des Todes (1923)
- S.O.S. Die Insel der Tränen (1923)
- Der Mönch von Santarem (1924)
- Liebe macht blind (1925)
- Die drei Kuckucksuhren (1926)
- Prince of Tempters (1926)
- Convoy (1927)
- A Night of Mystery (1928)
- The Street of Sin (1928)
- Interference (1928)
- The Four Feathers (1929)
- Dangerous Curves (1929)
- The Marriage Playground (1929)
- Paramount on Parade (1930) co-director
- Ladies' Man (1931)
- Strangers in Love (1932)
- Payment Deferred (1932)
- If I Had a Million (1932)
- Luxury Liner (1933)
- Jew Süss[8]
- L'home que podia fer miracles (1936)
- Moonlight Sonata (1937)
- Vol a la llibertat (1943)
- Tampico (1944)
- The Walls Came Tumbling Down (1946)